# Deebo Samuel
Tyshun „Deebo“ Samuel (* 15. Januar 1996 in Inman, South Carolina) ist ein US-amerikanischer American-Football-Spieler. Er spielt auf der Position des Wide Receivers für die Washington Commanders in der National Football League (NFL). Zuvor spielte Samuel sechs Jahre lang für die San Francisco 49ers.

## College
Deebo Samuel spielte von 2014 bis 2018 College Football an der University of South Carolina. Seine erste Saison setzte er als Redshirt aus und sah dadurch keine Spielzeit.

### Saison 2015
Die erste Saison – nun als „Redshirt Freshman“ – in der er zu Einsätzen kam, war von vielen Verletzungen geplagt – er verpasste sieben Spiele. Samuel fing zwölf Pässe für 161 Yards Raumgewinn. Dabei erzielte er einen Touchdown.

### Saison 2016
Die Saison 2016 lief besser für Samuel, er spielte in zehn Spielen und erzielte dabei sieben Touchdowns. Samuel hatte dabei, mit 59 Pässen für 783 Yards Raumgewinn, die meisten Pässe und Yards für sein Team gefangen. Im Birmingham Bowl gegen University of South Florida (USF) fing Samuel 14 Pässe für 190 Yards Raumgewinn. Das Spiel verloren seine Gamecocks jedoch mit 39:46.

### Saison 2017
Samuel startete gut in seine dritte Saison. Er trug in den ersten zwei Spielen (gegen North Carolina State und Missouri) je einen Kickoff über jeweils 97 Yards zurück in die gegnerische Endzone. In diesen beiden Spielen fing er zusätzlich Pässe für 128 Yards Raumgewinn und zwei Touchdowns. Im dritten Spiel der Saison (nach fünf Passfängen für 122 Yards und einem weiteren Touchdown) brach sich Samuel das Wadenbein und verpasste den Rest der Saison.
Später in der Saison kamen Hoffnungen auf, dass Samuel doch noch in der aktuellen Saison zurückkehren könnte. Diese wurden allerdings durch eine Verstauchung des Knöchels während der Reha zunichtegemacht.
Bereits kurz nach der Verkündung seiner neuen Verletzung und dem Fehlen für den Rest der Saison durch seinen Head Coach, Will Muschamp, gab Samuel am 6. November 2017 bekannt, dass er seine letzte Saison am College bleiben und noch nicht in die NFL wechseln würde.

### Saison 2018

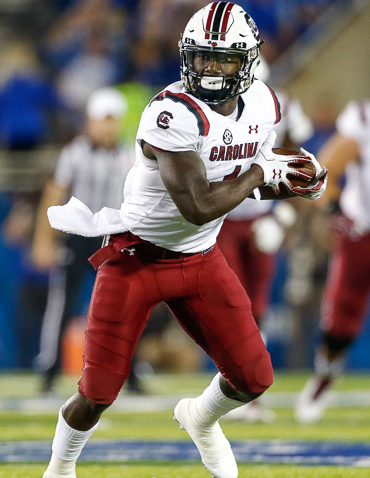
Deebo Samuel (2018)

Die Saison 2018 war Samuels erfolgreichste am College. Er fing 62 Pässe für elf Touchdowns und 882 Yards Raumgewinn. Sein bestes Spiel im College kam gegen die Clemson University, als er zehn Pässe für 210 Yards Raumgewinn und drei Touchdowns fing.
Er entschied sich nicht im letzten Spiel der Saison, dem Belk Bowl, zu spielen und sich auf den NFL Draft zu konzentrieren. Samuel nahm jedoch nach der Saison am Senior Bowl 2019 teil, wo er auf Kyle Shanahan und John Lynch traf, da die 49ers das Team South trainierten.

### College-Statistiken
| Saison   | Team           | GP | Passspiel | Passspiel | Passspiel | Passspiel | Laufspiel | Laufspiel | Laufspiel | Laufspiel | Kick Returns | Kick Returns | Kick Returns | Kick Returns |
| Saison   | Team           | GP | Rec       | Yds       | Avg       | TD        | Att       | Yds       | Avg       | TD        | Ret          | Yds          | Avg          | TD           |
| -------- | -------------- | -- | --------- | --------- | --------- | --------- | --------- | --------- | --------- | --------- | ------------ | ------------ | ------------ | ------------ |
| 2015     | South Carolina | 5  | 12        | 161       | 13,4      | 1         | 0         | 0         | 0,0       | 0         | 1            | 24           | 24,0         | 0            |
| 2016     | South Carolina | 10 | 59        | 783       | 13,3      | 1         | 15        | 98        | 6,5       | 6         | 16           | 431          | 26,9         | 1            |
| 2017     | South Carolina | 3  | 15        | 250       | 16,7      | 3         | 2         | 30        | 15,0      | 1         | 2            | 194          | 97,0         | 2            |
| 2018     | South Carolina | 12 | 62        | 882       | 14,2      | 11        | 8         | 26        | 3,3       | 0         | 23           | 570          | 24,8         | 1            |
| Karriere | Karriere       | 30 | 148       | 2.076     | 14,0      | 16        | 25        | 154       | 6,2       | 7         | 42           | 1.219        | 29,0         | 4            |

Quelle: Deebo Samuel auf espn.com

## NFL

### Saison 2019
Samuel wurde beim NFL Draft 2019 in der zweiten Runde an Position 36 von den San Francisco 49ers ausgewählt. In seiner Rookiesaison konnte Samuel überzeugen, er fing 57 Pässe für einen Raumgewinn von 802 Yards und erzielte drei Touchdowns für sein Team. Nach gefangenen Yards war Samuel nach George Kittle der zweiterfolgreichste Spieler der 49ers in der Saison 2019. Die Saison lief aber nicht nur individuell sehr erfolgreich für Samuel, denn mit den 49ers erreichte er auf Anhieb den Super Bowl LIV.

### Saison 2020
Seine zweite Saison in der NFL war von Verletzungen geprägt. Seine beste Leistung kam in Woche 12 gegen die Los Angeles Rams mit elf gefangenen Pässen für 133 Yards in einem 23:20-Sieg. Samuel beendete die Saison mit 33 gefangenen Pässen für 391 Yards Raumgewinn und einem Touchdown.

### Saison 2021
Die Saison 2021 war Deebo Samuels Durchbruch in der NFL. Zum ersten Mal in seiner Karriere erreichte er mehr als 1.000 Yards im Passspiel in einer Saison. Zusätzlich wurde er zum ersten Mal in den Pro Bowl (Pro Bowl 2022) und ins All-Pro-Team gewählt. Samuel wurde auch sehr häufig im Laufspiel der 49ers eingesetzt und war ein wichtiger Bestandteil der Offense. Er beendete die Saison mit 365 erlaufenen Yards und acht erlaufenen Touchdowns. Mit den 49ers schaffte Samuel den Einzug in die Play-offs und mit zwei Siegen gegen die Dallas Cowboys und Green Bay Packers den Einzug ins NFC Championship Game. Damit war Samuel nur noch einen Sieg von seinem zweiten Super Bowl entfernt, doch die 49ers unterlagen den Los Angeles Rams mit 17:20.

### Saison 2025
Im März 2025 gaben die 49ers Samuel im Austausch gegen einen Fünftrundenpick im Draft 2025 an die Washington Commanders ab.
| Saison   | Team                | Spiele | Spiele | Passspiel | Passspiel | Passspiel | Passspiel | Passspiel | Laufspiel | Laufspiel | Laufspiel | Laufspiel | Laufspiel | Fumbles | Fumbles |
| Saison   | Team                | GP     | GS     | Rec       | Yds       | Avg       | Lng       | TD        | Att       | Yds       | Avg       | Lng       | TD        | FUM     | Lost    |
| -------- | ------------------- | ------ | ------ | --------- | --------- | --------- | --------- | --------- | --------- | --------- | --------- | --------- | --------- | ------- | ------- |
| 2019     | San Francisco 49ers | 15     | 11     | 57        | 802       | 14,1      | 42        | 3         | 14        | 159       | 11,4      | 31        | 3         | 2       | 1       |
| 2020     | San Francisco 49ers | 7      | 5      | 33        | 391       | 11,8      | 35        | 1         | 8         | 26        | 3,3       | 10        | 0         | 0       | 0       |
| 2021     | San Francisco 49ers | 16     | 15     | 77        | 1.405     | 18,2*     | 83        | 6         | 59        | 365       | 6,2       | 49        | 8**       | 4       | 2       |
| 2022     | San Francisco 49ers | 13     | 12     | 56        | 632       | 11,3      | 57        | 2         | 42        | 232       | 5,5       | 51        | 3         | 3       | 2       |
| 2023     | San Francisco 49ers | 15     | 15     | 60        | 892       | 14,9      | 54        | 7         | 37        | 225       | 6,1       | 23        | 5         | 1       | 0       |
| 2024     | San Francisco 49ers | 15     | 15     | 51        | 670       | 13,1      | 76        | 3         | 42        | 136       | 6,1       | 13        | 1         | 2       | 1       |
| Karriere | Karriere            | 81     | 73     | 334       | 4792      | 14,3      | 83        | 22        | 202       | 1143      | 5,7       | 51        | 20        | 12      | 6       |

Fett: Karrierebestwert
* Bester Wert der Liga
** NFL-Rekord für Wide Receiver
Quelle: Deebo Samuel auf espn.com